# Supreme Commander: Forged Alliance
Supreme Commander: Forged Alliance est un jeu vidéo pour Windows sorti en 2007.
Supreme Commander: Forged Alliance est une extension du jeu Supreme Commander qui se joue sans nécessiter le premier volet installé (stand-alone).

## Synopsis
Peu après la fin de la Guerre Infinie qui déchira la galaxie entre la Nation Cybrane, les Illuminés Aeons et la Fédération Terrienne Unie, Les Séraphimes — la race extraterrestre disparue qui enseigna sa philosophie de la Voie aux colons humains qui allaient devenir les Illuminés — attaquent l'humanité et causes des ravages dans chaque camps:
- Les Illuminés Aeons entrent en guerre civile entre d'une part les Loyaliste Aeons, fidèles à la Princesse, et d'autre part l'Ordre des Illuminés qui s'est ralliés aux Séraphimes.
- La Nation Cybrane voit son intelligence artificielle centrale, QAI, tomber sous le contrôle des Séraphimes et se retourner contre l'Humanité.
- La Fédération Terrienne Unie est la plus touchée, puisque les Séraphimes apparurent d'abord sur la Terre, qu'il ravagèrent, tuant presque tout le haut commandement terrien.

Face à cet ennemi qui les dépasse en nombre et en puissance de feu, les trois factions forment une alliance pour repousser l'invasion extraterrestres...

## Postérité
Ce jeu de stratégie prend toute son ampleur dans le mode multijoueur, aussi riche que complexe.
En 2012, THQ arrête le support du jeu online. La communauté s'est alors rassemblée autour d'un projet ambitieux : Forged Alliance Forever. Cette nouvelle plateforme multijoueur poursuit l'équilibrage du jeu, mais également ajoute une nouvelle race, une nouvelle campagne solo ainsi que le support de plusieurs mods.

## Accueil
| Supreme Commander: Forged Alliance |      |       |
| Média                              | Pays | Notes |
| Cyber Stratège                     | FR   | 7/10  |
| Eurogamer                          | US   | 8/10  |
| GameSpot                           | US   | 85 %  |
| IGN                                | US   | 86 %  |
| Jeuxvideo.com                      | FR   | 17/20 |
| Joystick                           | FR   | 7/10  |
| Compilations de notes              |      |       |
| Metacritic                         | US   | 81 %  |